# St. Joseph (Bernbach)

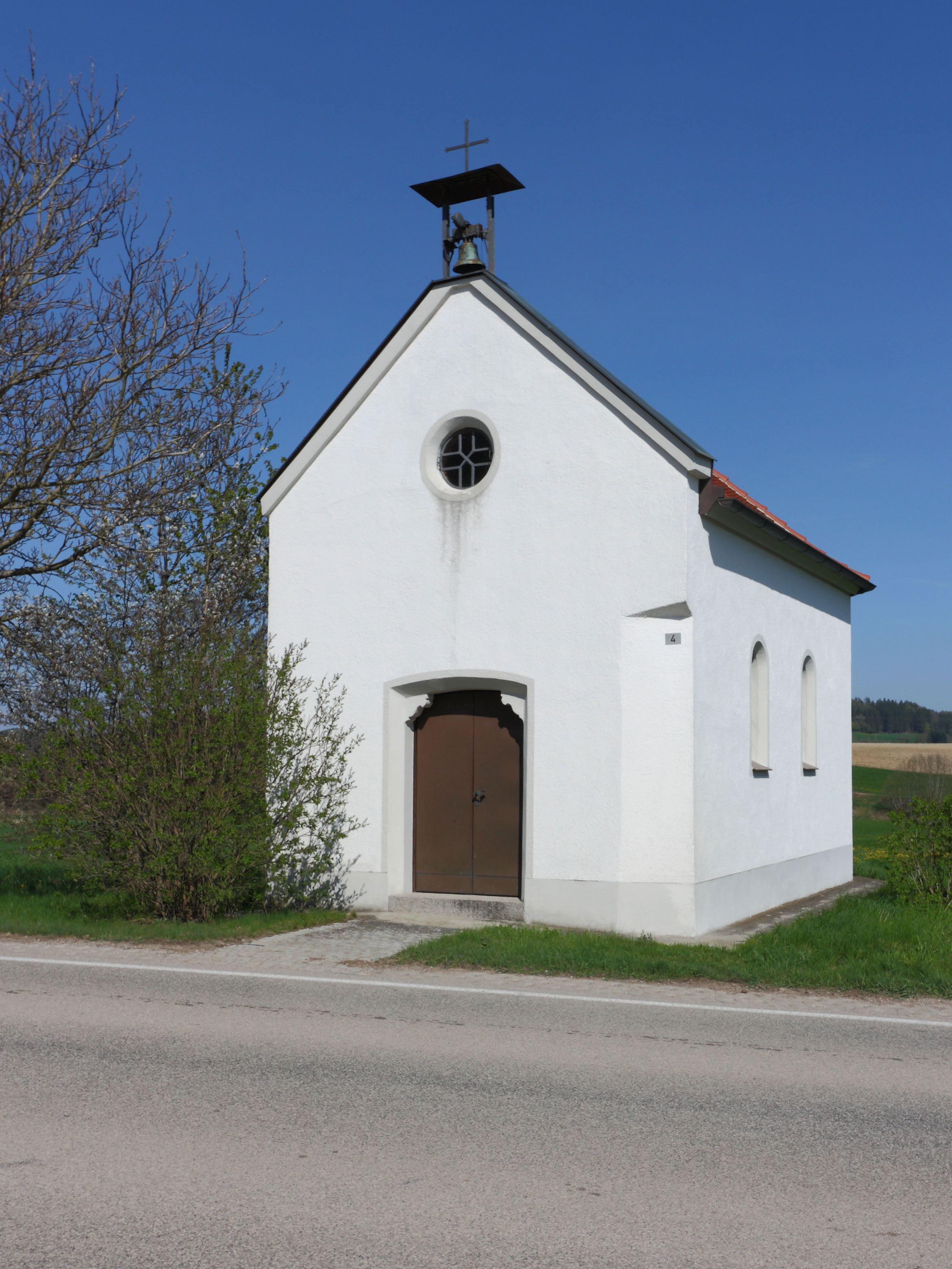
Kapelle St. Joseph in Bernbach

Die katholische Kapelle St. Joseph in Bernbach, einem Gemeindeteil vonfo Aichen im schwäbischen Landkreis Günzburg in Bayern, wurde 1843 errichtet. Die Kapelle unmittelbar gegenüber dem Gasthof Reiber, im oberen Teil des Weilers, wurde als geschütztes Baudenkmal in die Liste der Baudenkmäler in Aichen eingetragen.

## Beschreibung
Die Kapelle mit Rundbogenfenstern und Putzbandgliederung besitzt einen dreiseitigen Schluss. Ein Giebelreiter mit Glocke befindet sich über der Eingangsfassade.
Vom Vorgängerbau stammt der Altar aus der Zeit um 1688 sowie die Holzfigurengruppe der Heiligen Familie (um 1720).